# Óblast de Nicolaiev
El óblast de Nicolaiev (en ucraniano: Микола́ївська о́бласть, Mykoláivska óblast) es un óblast ucraniano situado en el sur del país. Su centro administrativo es Nicolaiev. Tiene una superficie de 24.598 km², que en término comparativo es similar al de la isla de Cerdeña.

## Historia
En los primeros siglos de nuestra era, aparecieron asentamientos de escitas, sármatas y colonias griegas en las tierras de la región norte del mar Negro. Cerca del pueblo de Yablonya en la cuenca del río Berezan se han encontrado entierros de tipo Sivashovka fechados entre la segunda mitad del siglo VII y principios del siglo VIII. Por lo general, se atribuyen a los protobúlgaros y jázaros, aunque su etnia no se ha establecido con certeza. El dominio de los jázaros fue sustituido por la presencia de los pechenegos y los Rus y desde fines del siglo XI por los cumanos. En 1240 la Horda de Oro invadió la región. Los tártaros fundaron en 1441 el Kanato de Crimea independiente, que controlaba las estepas que se extendían desde el río Kubán hasta el Dniéster.
El territorio entre el Bug Meridional y el Dniéper se convirtió en parte de Rusia después de la guerra ruso-turca de 1768-1774, y el territorio al oeste del Bug del Meridional, después de la conclusión de la Paz de Jassy en 1792. Al final de la guerra civil,  en 1920, Nikolaevshchina se convirtió en parte de la República Socialista Soviética de Ucrania.
La provincia de Nicolaiev se encontró entre las más afectadas por los efectos de la hambruna ucraniana de 1921-1923; a principios de 1922, la Liga de las Naciones estimó que el 25 % de las defunciones de adultos y alrededor del 45 % de las de los niños en el distrito de Nicolaïev y áreas vecinas se debían a la inanición; ya en octubre se citaba un millón de muertos en Ucrania, con víctimas en la provincia de Nicolaiev. En 1923 el óblast de Nicolaiev fue separado del óblast de Odesa.
Durante la Segunda Guerra Mundial, entre el 17 de julio de 1941 y el 28 de marzo de 1944, Nikolaiev estuvo invadido por las tropas de la Alemania nazi y fueron deportados los judíos del óblast.  El Museo del Holocausto (Washington D. C.) mantiene un listado de 3,480 deportados desde la provincia.
La declaración de independencia de Ucrania fue aprobada por el congreso de la Rada Suprema el 24 de agosto de 1991, tras lo cual, Ucrania se convertiría de facto en una república independiente. Desde entonces el óblast forma parte de la Ucrania independiente. Durante la Invasión rusa de Ucrania de 2022, las tropas rusas que tomaron Jersón el 2 de marzo avanzaron hacia Nicolaiev para asediar la ciudad. Sin embargo fracasaron y solo lograron tomar Snigurivka pero en noviembre de 2022 dentro de la retirada rusa del sector occidental del río Dniéper, perdieron esa ciudad pero conservaron el control de la Península de Kiburn, controlando las localidades de Vasilivka, Pokrovske y Pokrovka, aunque el ejército ucraniano a intentado tomar esta zona, fracasaron y mientras tanto Rusia ha integrado esta zona al Oblast de Jerson
En 2023, la destrucción de la represa de Kajovka resultó en la inundación de algunas poblaciones de la provincia de Nicolaiev, incluyendo al pueblo de Afanasiivka.

## Bases militares
En la región de Nikolaev se encuentran las instalaciones militares de Shyrokolanisvsk.

## Ciudades importantes

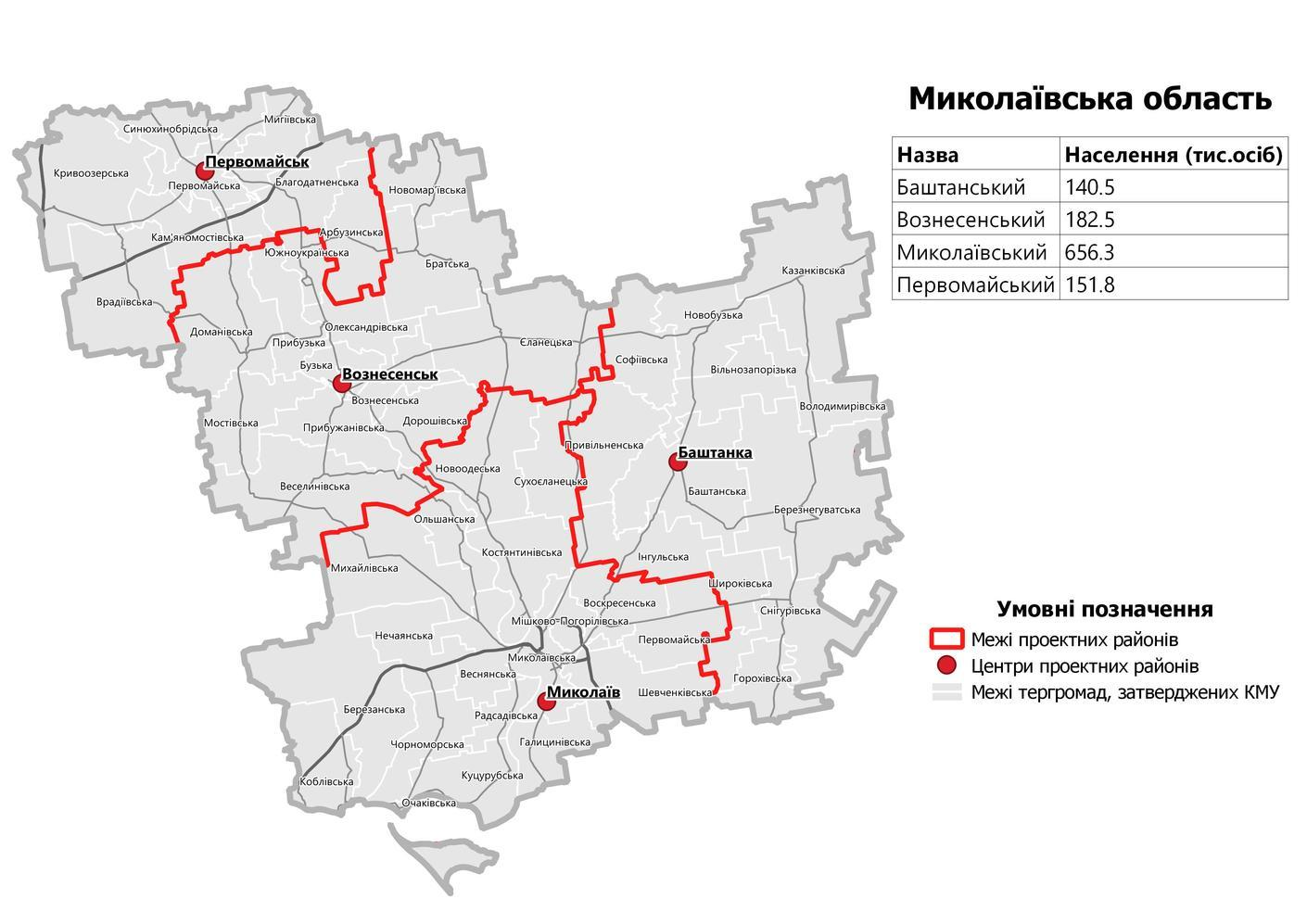

- Nicolaiev (Миколаїв)
- Pervomaisk (Первомайськ)
- Yuzhnoukrainsk (Южноукраїнськ)
- Voznesensk (Вознесенськ)[13]
- Novi Bug (Новий Буг)
- Ochakov (Очаків)
- Snihurivka (Снігурівка)
- Nova Odesa (Нова Одеса)
- Bashtanka (Баштанка)
- Vrádiyivka (Врадіївка)
- Krive Ózero (Криве Озеро)
- Bereznehuvate (Березнегувате)
- Kazanka (Казанка)
- Arbuzinka (Арбузинка)
- Veselínove (Веселинове)
- Dománivka (Доманівка)
- Bratske (Братське)
- Aleksándrovka (Олександрівка)